# Sneinton
Sneinton är en stadsdel i Nottingham, i distriktet Nottingham, i grevskapet Nottinghamshire i England. Sneinton var en civil parish fram till 1897 när blev den en del av Nottingham. Civil parish hade 17 439 invånare år 1891. Byn nämndes i Domedagsboken (Domesday Book) år 1086, och kallades då Notintone.